# ブルー・ボッサ
『ブルー・ボッサ』（Blue Bossa）は、ケニー・ドーハム作曲のジャズのスタンダードナンバー

## 概要
1963年に、ケニー・ドーハムが、ハード・バップとボサノヴァのミックスで作曲したものとされている。
1963年、ジョー・ヘンダーソンのアルバム『ページワン』 (Page One) より、初めてリリースされる。このアルバムでは、作曲者のケニー・ドーハムがトランペットを担当している。
その後、ジャズのスタンダードナンバーとして定着するところとなり、世界各地のジャズミュージシャンにより演奏されることとなる。

## カヴァーした主なアーティスト
- ジョー・ヘンダーソン
- デクスター・ゴードン
- ケニー・バレル
- ジョージ・ベンソン
- トミー・フラナガン
- 小泉ニロ